# Renuka
En el marco de la mitología hindú, Renúkā es una diosa (actualmente conocida como Yellamma) hija del sabio Renú (identificado con Vaishuámitra [‘descendiente de Vishwá Mitra], autor de los versos 9.70 y 10.81 del Rigveda)
esposa del sabio Yamad Agni, y madre de Parashúrama (el sexto avatar de Vishnú).
Su leyenda se cuenta en el Majábharata, el Bhágavat Puraná y el Jarí Vamsha.
En sánscrito, Renúkā representa los ‘granos finos de arena’.
El poeta indio Rashtra Kavi Ramdhari Singh (Dinkar) escribió un poema llamado Renúkā.

## Mito
El sabio Yamad Agni y su piadosa esposa Renuka vivían en su āshram cerca del río Ganges,
o en la colina Yelama Gudda, a orillas del río Malaprabha.
Un desafortunado día, Renuka fue a buscar agua para su esposo como todos los días, vio a Chitra Ratha, el rey de los gandarvas (ángeles del cielo), vestido sólo con una guirnalda de flores, copulando en el agua con sus apsaras (huríes). El sabio Yamad Agní se enfureció porque consideró que ella había perdido su inocencia, y ordenó a sus hijos que le cortaran la cabeza: “Ghnata-enam putrakáh papam” (‘¡mátenla, hijos, pecadora!’). Todos se negaron. Entonces le pidió a su hijo menor, Rāma, que les cortara la cabeza a sus desobedientes hermanos y a su mentalmente adúltera madre. Rāma tomó su hacha y los decapitó. Fue conocido entonces como Parashú Rāma, ‘el Rāma del hacha’ (Es distinto del rey-dios Rāma Chandra).
El sabio, al calmarse su ira, le ofreció una bendición a su obediente hijo. Parashúrāma pidió que resucitara a Renuka y a todos sus hermanos, y que hiciera que no recordaran que él los había matado. El sabio, en virtud de sus poderes místicos, así lo hizo.
Tiempo después, el orgulloso rey Kartavīria (de mil brazos) mató a Yamad Agni para robarle la vaca celestial Kāma Dhenu (Surabhí).
Aunque Yamad Agni fue resucitado, su esposa tuvo que sufrir la viudez durante cuatro días.

### Mariatāla
Según el tomo 33 del diccionario enciclopédico Espasa, del año 1917, Mariatala es una diosa,
madre de Parasurama (avatar de Vishnú) y
esposa del sabio Chamadaguivi (quien podría ser Yamad Agni).
En los textos acerca de mitología hindú, se dice que su nombre era Renúkā. Existen varias diferencias entre esta historia de la enciclopedia Espasa, y la leyenda que cuentan el Majábharat, el Bhágavata Puraná y el Jari Vamsha.
Mariatāla se vestía con follaje (lo cual podría sugerir la extrema antigüedad del mito). Era la diosa a cargo de la dirección de los elementos climáticos, pero solo mientras su corazón permaneciera puro.
En esa época el agua se podía extraer de los ríos y lagunas en forma sólida (Quizá este sea uno de los pocos mitos que sobreviven de la Edad de Hielo, que terminó hace unos 10 000 años; los mitos se generaron después desde el diluvio universal, que probablemente está relacionado con los Grandes Deshielos posteriores a la glaciación).
Un día, al sacar trozos de agua congelada del río, Mariatāla vio revolotear sobre su cabeza varias figuras (según las Escrituras sagradas hindúes vio a Chitraratha, el rey de los Gandharva, copulando con sus ninfas apsaras), de cuya hermosura se enamoró. Al entrar el deseo en su corazón, éste dejó de ser puro, por lo que el agua se licuó, y desde ese día ya nunca más se pudo extraer, salvo utilizando cántaros de arcilla. Por eso los parias, que le rinden un culto especial, bailan ante su imagen sosteniendo cántaros de agua sobre la cabeza, adornados con follaje.
El santo Yamad Agní, al percatarse de que su esposa para sacar el agua necesitaba vasijas, cayó en la cuenta de la falta cometida y mandó decapitar a la culpable. Tras la decapitación, su hijo Paraśurāma (que era una encarnación del dios Vishnú, aunque ni él mismo lo sabía) dio tales muestras de dolor que el padre perdonó la falta.
Pidió entonces al dios Vishnú que descendiera y resucitara a Mariatāla. El Señor Vishnú le dijo al joven Parashúrama que uniera la cabeza al tronco. Pero el joven Rāma lo hizo con tal azoramiento que unió la cabeza de su madre al cuerpo de un paria que Yamad Agni también había mandado decapitar por sus infamias.
Por este error Mariatāla quedó con todas sus virtudes de diosa, pero unidas a todos los vicios del hombre de bajo nacimiento. Por sus impurezas la arrojó Yamad Agni de su lado. Ya abandonada, se entregó a toda clase de crueldades típicas de la mujer cuando no es custodiada (ya sea por su padre, por su esposo o por su hijo). Entonces su hijo, para hacerla respetable, consiguió que los dioses le concedieran el don de curar la viruela.

## Yellamma Devi

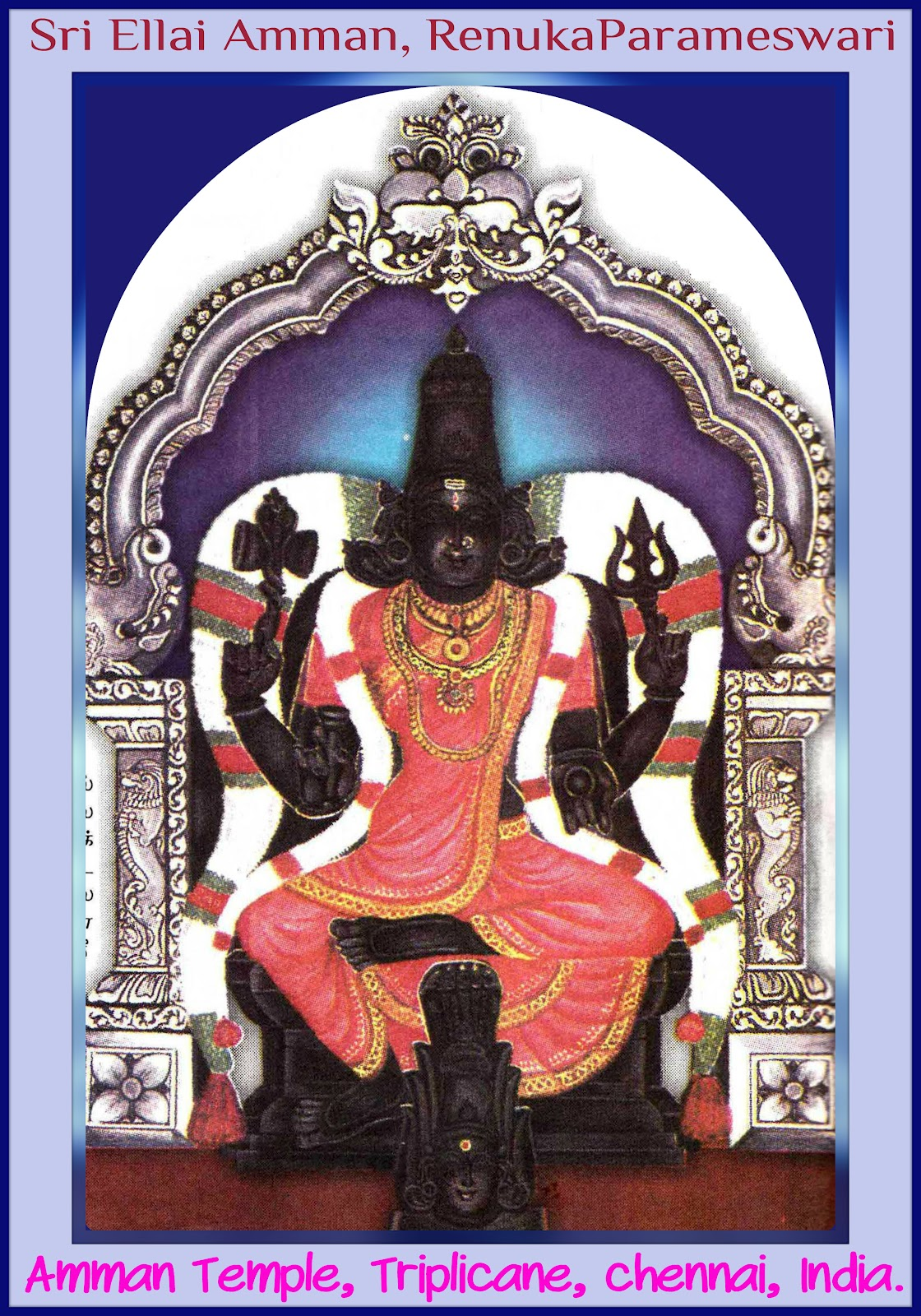
Obra de Sri Ellaiamman, Renuka Parameswari, Templo de Ammán, Triplicane, Chennai, India

La piadosa Renuka fue considerada posteriormente una encarnación de la diosa Śakti y es adorada actualmente como Yellamma Devī. Su templo, en la colina Yellammagudda, es un importante lugar de peregrinación. Se encuentra a 5 km del pueblo de Savadatti, a 37 km de Dharwad y a 72 km del actual Belgaum (antiguamente Venu Nagara). Entre Savadatti y el templo está el magnífico fuerte de Paresh Ghad, del siglo X.
Fuera del templo de Yellamma Devī se encuentra una capilla de Kala Bhairava. En el lado oeste se encuentra la capilla de Parashú Rāma. En frente del templo hay una laguna de roca sólida, que se divide en tres estanques más pequeños llamados Yenne Honda, Arisina Honda y Kumkuma Honda (o Jogula Bavi).
El agua potable de esos estanques se considera curativa. Generalmente los peregrinos se bañan en esos estanques antes de entrar al templo. Las hojas de nim tienen un profundo significado. Antes de la invasión inglesa, los devotos entraban en el templo desnudos, cubriendo su cuerpo con hojas de nim solamente (tal como se vestían los humanos en la época del mito).
El gobierno británico prohibió este ritual, declarándolo obsceno.
A la diosa se le ofrece alcanfor, sal, aceite, cocos y plátanos. Durante el tiempo de la adoración, los devotos golpean un tambor especial. Un palanquín de plata se usa para llevar a la deidad en procesión alrededor del templo cada jueves y viernes a la tarde.
El templo de Yellamma está construido en estilo dravídico antiguo, una mezcla de estilos arquitectónicos Chalukyan tardío y Rashtrakuta.

### Templo yaina
Desde un punto de vista arquitectónico e histórico, se cree que este antiguo templo pertenecía originalmente a la escuela yaina del siglo XVI, como lo evidencian las esculturas en los pilares. La propia deidad de Yellamma Devī no tiene las características y atributos de una diosa hindú: tiene una flor de loto en la mano (como Padmavathi Devī, la yakshī yaina. Un texto encontrado en el templo se refiere a esta diosa como Yataka.
Algunos estudiosos creen que el templo era originalmente un basadi yaina de Parshwa-natha Tirtha-ankara, y que se convirtió en un templo hindú en el año 1250 aproximadamente.

## En Śrī Lanka
En Śrī Lanka, Renuka es el nombre de una diosa menor de la destrucción y la muerte.
Posteriormente se transformó en una diosa de vibrante creatividad.